# درون پوسته پیله زرد
درون پوسته پیله زرد (به ویتنامی: Bên trong vỏ kén vàng)
 فیلمی ویتنامی‌زبان در سبک درام به نویسندگی و کارگردانی (نخستین تجربه فیلمی بلند) فام تین آن محصول سال ۲۰۲۳ است. این فیلم محصول مشترک ویتنام، سنگاپور، فرانسه و اسپانیا است.
نمایش نخست جهانی فیلم در بخش دو هفته کارگردانان در جشنواره فیلم کن ۲۰۲۳ در ۲۴ مه ۲۰۲۳ بود و برنده دوربین طلایی شد که به بهترین فیلم بلند اهدا می‌گردد. فیلم در ویتنام در تاریخ ۱۱ اوت ۲۰۲۳ منتشر شد.